# Amlīḩeh
Amlīḩeh (persiska: Melḩeh, Amlaḩah, املیحه) är en ort i Iran.   Den ligger i provinsen Khuzestan, i den västra delen av landet, 600 km söder om huvudstaden Teheran. Amlīḩeh ligger 9 meter över havet och antalet invånare är 158.
Terrängen runt Amlīḩeh är mycket platt. Runt Amlīḩeh är det ganska tätbefolkat, med 54 invånare per kvadratkilometer. Närmaste större samhälle är Shādegān, 12,7 km söder om Amlīḩeh. Trakten runt Amlīḩeh är ofruktbar med lite eller ingen växtlighet.